# سالسک
شهر سالسک (به روسی: Сальск) در کشور روسیه و در اوبلاست روستوف واقع شده‌است.